# Comuna Zamojne, Hlobîne
Zamojne (în ucraineană Заможне) este o comună în raionul Hlobîne, regiunea Poltava, Ucraina, formată din satele Hlîboke, Hlușkove Druhe și Zamojne (reședința).

## Demografie
Componența lingvistică a comunei Zamojne
     Ucraineană (96,73%)
     Rusă (2,68%)
     Alte limbi (0,45%)
Conform recensământului din 2001, majoritatea populației comunei Zamojne era vorbitoare de ucraineană (96,73%), existând în minoritate și vorbitori de rusă (2,68%).